# Mateo Sušić
Mateo Sušić, né le 18 novembre 1990 à Mostar en Yougoslavie, est un footballeur international bosnien qui évolue au poste de arrière droit à l'APOEL Nicosie.

## Biographie

### En club
Il participe à la phase de groupe de la Ligue Europa lors des saisons 2017-2018, 2018-2019 et 2020-2021, pour un total de seize matchs disputés.

### En équipe nationale
En mars 2016, il reçoit sa première convocation senior, pour des matchs amicaux contre le Luxembourg et la Suisse. Il fait ses débuts contre le Luxembourg le 25 mars. Il se met immédiatement en évidence en délivrant une passe décisive. La Bosnie l'emporte sur le score de 0-3 à l'extérieur.

## Palmarès
| Zrinjski Mostar - Championnat de Bosnie-Herzégovine (1) : - Champion : 2008-09. |  | Sheriff Tiraspol - Championnat de Moldavie (3) : - - Champion : 2015-16, 2016-17 et 2017-18. - Coupe de Moldavie : - Vainqueur (3) : 2014-2015, 2016-2017, 2018-2019 - Supercoupe de Moldavie (2) : - Vainqueur : 2015 et 2016. |  | CFR Cluj - Championnat de Roumanie (2) : - Vainqueur : 2019-20 et 2020-21. - Supercoupe de Roumanie (1) : - Vainqueur : 2020. |